# (8672) Morse
(8672) Morse es un asteroide que forma parte del cinturón de asteroides y fue descubierto por Eric Walter Elst desde el Observatorio de La Silla, Chile, el 6 de agosto de 1991.

## Designación y nombre
Morse se designó al principio como 1991 PW16.
Más tarde, en 2002, recibió su nombre en honor del inventor estadounidense Samuel Morse (1791-1872).

## Características orbitales
Morse orbita a una distancia media de 2,455 ua del Sol, pudiendo acercarse hasta 2,056 ua y alejarse hasta 2,854 ua. Tiene una excentricidad de 0,1625 y una inclinación orbital de 3,399 grados. Emplea 1405 días en completar una órbita alrededor del Sol. El movimiento de Morse sobre el fondo estelar es de 0,2562 grados por día.

## Características físicas
La magnitud absoluta de Morse es 14,5.